# Vitallium

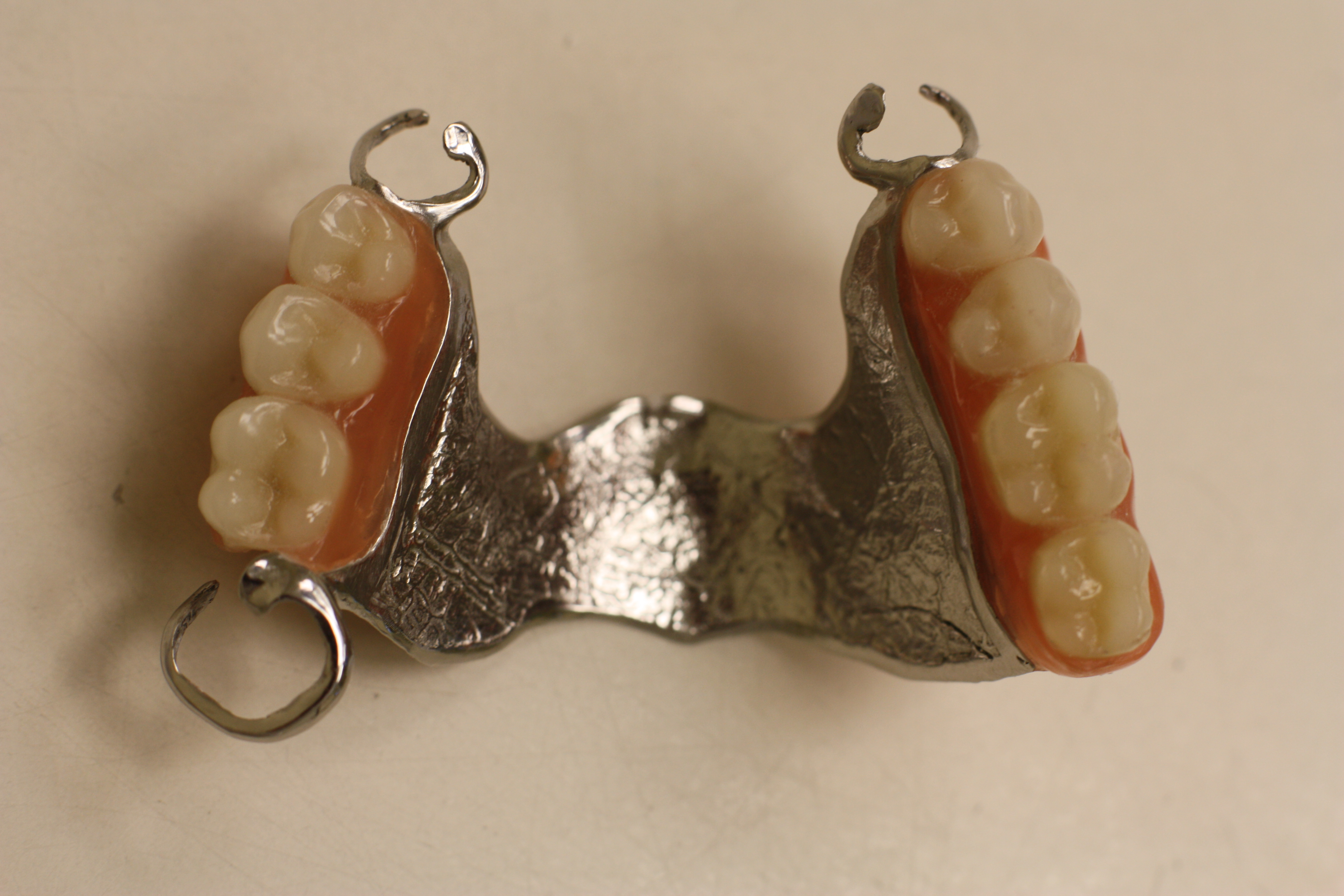
Pròtesi dental fabricada amb Vitallium

El Vitallium és el nom comercial d'un aliatge format per un 65 % de cobalt, Co, un 30 % de crom, Cr, i un 5 % de molibdè, Mb. L'aliatge s'utilitza en odontologia i pròtesis articulars, a causa del seu pes lleuger i resistència a la corrosió. També s'utilitza per als components dels turbocompressors, per la seva resistència tèrmica. El Vitallium fou desenvolupat el 1932 per Albert W. Merrick pels Laboratoris Austenal.